# Список эпизодов сериала «Летающий цирк Монти Пайтона»
Здесь приведён список эпизодов из британского сатирического скетчевого сериала «Летающий цирк Монти Пайтона»

## Обзор
| Сезон | Сезон | Эпизоды | В эфире          | В эфире         |
| Сезон | Сезон | Эпизоды | Премьера         | Конец           |
| ----- | ----- | ------- | ---------------- | --------------- |
|       | 1     | 13      | 5 октября 1969   | 11 января 1970  |
|       | 2     | 13      | 15 сентября 1970 | 22 декабря 1970 |
|       | 3     | 13      | 19 октября 1972  | 18 января 1973  |
|       | 4     | 6       | 31 октября 1974  | 5 декабря 1974  |

### Сезон 1
Сезон шёл с 5 октября 1969 по 11 января 1970 на британском телеканале BBC One и одновременно на телеканале BBC Scotland (кроме последних двух эпизодов, которые вышли в Шотландии 2 и 16 января 1970 года).